# Bouffinomus lamaudi
Bouffinomus lamaudi és una espècie extinta de mamífer cimolest de la família dels pantolèstids. Es tracta de l'única espècie del gènere Bouffinomus.
Les dents que se n'han trobat permeten saber que la seva mida era semblant a la de Pagonomus. De fet, el seu nom serveix alhora per indicar el jaciment on es trobaren els seus fòssils (La Bouffie, França) i per apuntar a la seva proximitat a Pagonomus.